# Manufatura integrada sem fábrica
Manufatura integrada sem fábrica também conhecido por fabless é um modelo de gestão de desenvolvimento de dispositivos, na maior parte das vezes de hardware e chips semicondutores, enquanto a produção é realizada em uma fábrica terceirizada. A maior parte das produções de dispositivos eletrônicos atualmente são produzidos na China e Taiwan devido ao baixo custo de produção, para que as empresas fabless possam se beneficiar de menores custos de capital, concentrando os seus recursos de pesquisa e desenvolvimento na mercado final.
O crédito pelo pioneirismo no conceito fabless é dado a Bernie Vonderschmitt da Xilinx e Gordon A. Campbell da Chips and Technologies. A primeira empresa fabless de semicondutores, a Western Design Center, foi fundada em 1978. Xilinx, fundada em 1984, foi a primeira empresa a "verdadeiramente" separar o design de chips de sua fabricação.

## Empresas líderes em vendas
As 5 maiores empresas fabless líderes em vendas em 2013 foram:
| Rank | Empresa  | Pais de origem | Receita (milhões dólares) |
| ---- | -------- | -------------- | ------------------------- |
| 1    | Qualcomm | USA            | 17,200                    |
| 2    | Broadcom | USA            | 8,200                     |
| 3    | AMD      | USA            | 5,300                     |
| 4    | MediaTek | Taiwan         | 4,600                     |
| 5    | Nvidia   | USA            | 3,900                     |